# Riff
 For alternative betydninger, se Rif.
Et riff er et kort musisk motiv med enkel melodi og masser af energi. Typisk består et riff af tre-fire takter, toner eller rytmiske akkorder, som gentages som intro eller backing for en solist. Riffs er især kendetegnende for elektrisk guitar, men der kan  spilles riffs på flere typer instrumenter alt efter genren. Inden for nogle stilarter er det for eksempel almindeligt at have et blæserriff mellem hver linje tekst, der synges. Inden for flere undergenrer af rock og heavy metal, deriblandt thrash metal, er musikken typisk bygget op omkring guitarriffs.
Et riff er som regel starten på en sang. Det kan være bare en akkord som i 1960'er musik for eksempel. Det kan være en rundgang af nogle akkorder eller nogle melodi sammensatte toner der indleder melodien. Riffet kan ind imellem også gentages i melodien og udbygges med frasering, således at blot en ændring af en enkelt tone kan afstemmes med musikstykkets variation i harmonierne.

## Definition
Termen riff fandt vej musikudtrykkene i 1920' erne og benyttes primært i diskussioner af komponenterne i rockmusik, blues eller jazz. Etymologien er ikke helt afklaret. Et af forsøgene på en afklaring forklarer riff som en forkortelse for "rytmisk figur" eller "refrain". David Brackett (1999) definerer riffs ganske enkelt som "korte melodiske fraseringer". Et andet bud på en definition er: "Et riff er en kort, gentaget, let genkendelig musikalsk frasering. Riffs er ofte spillet af et soloinstrument eller på basis af en rytmesektions gentagne forløb.
I BBC Radio 2s 100 Greatest Guitar Riffs defineres et riff som "hovedhooket af en sang og skal spilles hovedsageligt af en guitar. Det begynder ofte sangen, men gentages hele vejen igennem og giver sangen sin karakteristiske stemme."

## Eksempler
Et tidligt, tydeligt eksempel på en riffbaseret sang er Robert Johnsons "If I had possession over judgement day". The Kinks' gennembrud "You really got me" bygger på et enkelt riff, som karakteriserer hele nummeret, ligesom fx The Troggs' gennembrud "Wild Thing". Andre eksempler på guitarriffs er de markante gennemgående toner på Deep Purples "Smoke on the Water" eller på Dire Straits' "Money for Nothing". Gerry Raffertys store hit "Baker Street" er let genkendeligt for det indledende riff på saxofon.